# Teuta
Teuta (starogrč. Τεύτα) bila je ilirska kraljica koja je vladala od 231. pr. Kr. do 227. pr. Kr.

## Životopis
Po tradicijskim predajama Teuta je bila kćer ljekaruše iz Narone. Ilirski ujedinitelj, kralj Agron razbolio se na sajmu i došao toj ljekaruši. Zaljubio se u njezinu kćer, ljepoticu Teutu, isprosio ju i oženio. Prema usmenim predajama u Kotoru, kada se Agron vratio s ratišta, Teuta ga je dočekala i dala mu vrč vina u koji je kraljev vojskovođa Demetrije Hvaranin usuo otrov. Agron je ispio vrč i pao mrtav na tepih koji je bio prostrt njemu u čast.  
Orbini piše da je Agron nakon pobjede nad Estolcima od prevelikoga slavlja i pijanstva umro.

### Teutino kraljevanje
Nakon smrti svog muža Agrona koji je osnovao Ilirsko kraljevstvo Teuta je vladala kraljevstvom umjesto svog maloljetnog posinka Pinesa. U Oglavku i Koščaku (odmah kraj mjesta Sućurja), prema još uvijek živoj narodnoj predaji, nalazili su se dvori ilirske kraljice Teute, koja je ondje živjela. Ona je započela zidati grad na mjestu gdje se sada nalazi Sućuraj, ali ga nije uspjela dovršiti, jer je izgubila rat protiv Rimljana.
Za vrijeme vladavine njeni gusari držali su pod nadzorom promet Jadranskim i Jonskim morem i vršili teror nad svim brodovima. Rimski se saveznici žale na gusarenje u istočnojadranskim vodama pa Rimljani šalju poslanstvo Teuti - braću Gaja i Lucija Korunkanija u pratnji isejskoga Grka Kleemporosa. Teuta daje obećanje da njena flota neće napadati rimske brodove, ali da ne može nadzirati ponašanje i gusarenje svojih podanika jer je to njihova privatna stvar. Poslanici su negodovali, a jedan je od njih ubijen na povratku negdje u isejskim vodama. Rimljani nisu odmah reagirali vojnom intervencijom. Teuta u međuvremenu napada Dirahij (Drač), ali bez uspjeha te kreće na Korkyru (Krf) koju osvaja i na kojoj ostavlja podanika Dimitrija Farskoga. Nakon toga Teutina vojska kreće ponovno na Dirahij, a prema Korkyri se upućuje rimska flota pod vodstvom Gneja Fulvija Centumala.
Bilo je to 229. pr. Kr., rimska je vojska brojila 20.000 vojnika, 2000 konjanika i 200 ratnih brodova koji su krenuli protiv Teute i to je bio početak prvog rimsko-ilirskoga rata. Nakon izdaje zapovjednika ilirske mornarice Dimitrija (Demetriusa) Teuta je bila prisiljena na predaju. Morala je odstupiti s prijestolja u korist maloljetnog Pinesa i prihvatiti uvjete o miru koji su bili vrlo pogubni za ilirsku kraljevinu, a uključivali su zabranu kretanja ilirskim brodovima južnije od Lissosa (Lješa).  

### Polibije i Apijan o Teuti
Polibije je Teutu okarakterizirao kao nepromišljenu i kratkovidnu vladaricu, slabu, oholu, naglu, nepromišljenu, taštu i strastvenu. Općenito je Polibije Ilire prikazao negativno opravdavao rimske vojne pohode i osvajanje Ilirskoga kraljevstva. Njegovim se tekstom poslužio Dimitrije Demeter za dramu Teuta. Apijan Aleksandrijski Teutu je prikazao kao oštroumnu vladaricu koja je u Rim poslala izaslanike kako bi im vratila dezertere i zarobljenike. Od Rimljana je molila oprost za sve što je loše njezin muž Agron i diplomatski je željela urediti odnose.

## Teuta u narodnoj kulturnoj baštini
Narod o Teuti pripovijeda kao najljepšoj kraljici, ali je bila zaljubljive prirode. Na Šolti se pripovijeda da je Teuta najprije stolovala u dvorima sagrađenima u uvali Senjska. U novije vrijeme Šoltani svoj otok nazivaju Otokom kraljice Teute.
Maja Bošković Stulli 1965. godine zabilježila je predaju po kojoj je Teuta živjela u Dolu i ondje izgubila zlatni sić kojega Doljani još uvijek traže.
Dol svete Ane na Hvaru nekada se zvao Cikindol jer je, po živim predajama, u tome mjestu kraljica Teuta imala tvornicu novca – cekina. Na mjestu negdašnjega Cikindola i sada se vide temelji Teutina dvora. Teuta je u Dolu sagradila i ljetnikovac od kojega su sačuvani ostatci zidova u Stončića dvoru.
U Dolu sv. Ane iznad Roića dvora stavljen je natpis Teutino šetalište. 
U mjestu Jezero koje se nalazi između Mrkonjić Grada i Jajca pripovijeda se da je uživala je kraljica Teuta u svojoj rezidenciji.
U širokobriješkom kraju pripovijeda se da je Agron Teuti dao izgraditi ljetnikovac u Borku kod vrela Lištice. U Borku iznad vrela rijeke Lištice, na teško pristupačnome mjestu, nalaze se ostatci tvrđave. U Pločama živi predaja o Teuti koja je bila lijepa i da je voljela imati sve muškarce u koje se zaljubljivala: Drevnoga je postanja predaja u Pločama po kojoj ribari za velikoga nevremena zazivaju pomoć Teutinu.

### Teuta u Risnu
Nakon neuspješnoga rata s Rimljanima Teuta se povukla u Risan i bila prisiljena plaćati ratnu odštetu i danak te ograničiti kretanje naoružanih brodova. Hvarom i susjednim otocima zavladao je rimski vazal a Teutin nekadašnji vojskovođa Demetrije Hvaranin. Hrvati iz Crne Gore u svojim predajama ' zamjeraju'  Teuti jer je bila u svečanoj povorci kada joj je muž otrovan. Međutim, Crnogorci i danas mnogo pripovijedaju o kraljici Teuti glorificirajući je. 
Tragičan kraj kraljice Teute 

## Tragičan kraj kraljice Teute
U Riziniumu je kraljica postajala sve potištenija i zabrinutija. Svojim prvacima ispričala je da ju je njezin otac dok je bila djevojčica vodio kod tri proročice. Dvije su joj prorekle blistavu budućnost a jedna joj je prorekla da će nesretno okončati u gradu koji će potom nestati. Rimljani su opkolili Rizinium. Kako bi izbjegla da je zarobe Teuta je sa stijene iznad Risna sunovratila se i okončala. Na padinama Orjena iznad Risna nalazi se Teutina stijena. Sljedećeg jutra našli su je mrtvu na obali mora. Crnogorci pripovijedaju da je Teuta sa stijene Stijene kraljice Teute uzletjela na nebo. Iz Teutine pećine, izvire Sopot, vrelo koje se javlja samo dva puta godišnje. Po narodnom pripovijedanju taj potok nastao je od Teutinih suza koje je isplakala gledajući kako Rimljani osvajaju njezino kraljevstvo. Po crnogorskoj tradiciji ekonim Tivat baštini ime po kraljici Teuti.
Pripovijeda se da se od Rimljana Teuta povukla na otok Svetac, u kulu koju su izgradili njeni vojnici. Otok Sv. Andrija kod Visa poznat je pod imenom Sv. Andrija kod Visa. Vjeruje se da je na tome otoku kraljica Teuta živjela i doživjela kraj života. Na vrhu otoka Sveca kod Visa nalazi se Krajicino, poznato i kao Teutina kula. Živa je predaja koja kazuje da je kraljica skončala život bacivši se iz svoje utvrde na Svecu.
Ruševine Teutine kule vide se i sada. Na otoku je i jedina kapelica u ruševnom stanju. Na otoku Visu nalazi se Krajicina špilja u blizini naselja Oključna.  Ispod Teutine kule mala vala naziva se Pol Krajicino.

## Prokletstvo blaga kraljice Teute
Narod pripovijeda više predaja o Teutinom blagu. Priča se da je ono sakriveno iznad Morinja, u pećini Lipcima, na čijim stijenama i danas stoje crteži stari nekoliko milenija: jeleni, lovci u trku i lađe s razapetim jedrima.
Po narodnom vjerovanju Pines je sakrio blago i ostavio poruku ispisanu nejasnim znakovima. Narod vjeruje da će blago pripasti onomu koji razriješi Pinesov rebus'. 
Prema predaji, kraljica Teuta je zajedno sa svojom vojskom bježala od Rimljana i naišla na otok Vis. Sa sobom je nosila svoje blago i nije željela da ono dospije u ruke Rimljana. Na Visu je sakrila svoje blago. Pripovijeda se da su njezini vojnici u jednoj noći sklonili tri lambika zlata. Teuta se nije dugo zadržala na otoku. Vjeruje se da se na Visu nalazi blago kraljice Teute. Tamošnji žitelji bezuspješno je tražili kraljičino blago, posebice poviše uvale Taleška. Na Visu se vjeruje da će prokletstvo krajicina blaga stići svakoga onoga koji traži kraljičino blago. Prema živoj tradiciji sve one koji su tražili kraljičino blago zadesila zla sudbina i nestali su ili je zla kob zadesila nekoga od članova obitelji. Pripovijeda se da je za vrijeme Drugoga svjetskog rata čovjeka koji je kopao tražeći blago pogodila granata.

## Vanjske poveznice
- Matica hrvatska  Arhivirana inačica izvorne stranice od 5. travnja 2012. (Wayback Machine)
- Iz antičke povijesti
- Knjiga Putovanje u prošlost[neaktivna poveznica]
- Prastari narod Iliri  Arhivirana inačica izvorne stranice od 18. svibnja 2006. (Wayback Machine)
- Kraljica Teuta u Sućurju (na Hvaru)
- *Neven Šerić: Biserna ogrlica - pučinski otoci srednjeg Jadrana  Arhivirana inačica izvorne stranice od 22. veljače 2014. (Wayback Machine)
- Marko Dragić, Kraljica Teuta u povijesnim izvorima. Drugi pogled. Objavila: Danijela88 7. kolovoza 2010. https://drugipogled.wordpress.com/2010/08/07/ilirska-kraljica-teuta-povijesne-predaje/
- Legenda o ilirskoj kraljici: Teuta je bila mudrija od zmije, hrabrija od lava i vilinski lijepa, a još uvijek se priča o njenom sakrivenom blagu. https://dalmatinskiportal.hr/zivot/teuta/29661